# シンプソンズ (お笑いコンビ)
シンプソンズはフリーで活動していたお笑いコンビ。2003年6月結成、2011年5月解散。

## メンバー
- 橋本将（はしもと しょう、1981年2月20日 - ）
  - 奈良県桜井市出身。血液型A型、身長179cm、体重120kg。
  - ボケ担当。
  - マジックが得意で、その腕はプロ並みである。ネタの中でマジックを披露する事もある。
  - コンビニやスーパーでアルバイトをしていた。
  - 2010年からポセイドン橋本としてピンでの活動も開始。
  - 2011年5月にシンプソンズが解散した後、同年7月に堀公優と漫才コンビ「キャラメルポップコーン」を結成。同年12月に解散。同12月に小島佳奈と漫才コンビ「同期」を結成。
  - 2012年2月、劇団WATER入団。同時に橋本将の名前で作家活動開始。
  - 2015年8月、劇団Geek Factory代表。
  - 2015年12月、同期解散。

- 生田渉（いくた わたる、1981年6月26日 - ） 
  - 香川県牟礼町出身。血液型O型、身長178cm、体重65kg。
  - ツッコミ担当だが、時々ボケる。
  - エリンギに似ていると言われる事がある。
  - 筋トレにはまっている。
  - 引越し屋でアルバイトをしていた。
  - 2011年5月、シンプソンズが解散した後、無資格で介護業界へ入る。
  - 働きながらヘルパー2級、介護福祉士(3年間の実務後)、ケアマネージャー(一発合格)、社会福祉士(日本福祉大学の通教編入し卒業)の資格を取得。
  - 2018年8月、介護業界から調剤薬局の営業として活動開始。
  - 個人でお薬管理ツールの開発を開始。

## 来歴・概要
- 岡山NSC（吉本総合芸能学院）1期生。
- 2004年から岡山吉本、2005年からは広島吉本で活動し、2007年からはbaseよしもと、またはオーディションを中心に大阪で活動した。
- シュールな世界観を独特の間で表現する。
- 漫才中心だが、コントをすることもある。
- 漫才の始めにはいつも「しーん、そーん」と言う。

## 出演

### テレビ
- エンタの天使（日本テレビ）- 2010年2月17日（第14回）、キャッチコピーは「笑劇のイリュージョン」。元々は『エンタの神様』の番組中で収録されたものだったが、未放映だったためこちらで放送。

### 舞台
現在
- baseプレステージ
- キタイ花ん
- 2Gate

過去
- 岡山JETライブ
- よしもと D-D.LIVE